# Ester Peony
Ester Alexandra Crețu, conhecida profissionalmente como Ester Peony, é uma cantora e compositora romena-canadense.  Ela representará a Romênia no Eurovision Song Contest 2019 com a música " On a Sunday ", depois de ganhar o programa de seleção Selecția Națională 2019. Tendo passado sua infância em Montreal, no Canadá, Peony começou a compor músicas para artistas romenos antes de obter reconhecimento por suas musicas no YouTube em 2015. Um ano depois, ela alcançou sucesso comercial na Romênia com seu single "Sub aripa ta" apresentando Vescan.

## Primeiros anos
Nascida em Câmpulung, Romênia, Ester Alexandra Crețu e seus pais emigraram para Montreal, Canadá, em 2001.Lá, ela mostrou interesse especial pela música e começou a estudar canto de jazz aos oito anos de idade. Peony se mudou para a Romênia quatro anos depois e se formou na Escola de Arte Dinu Lipatti em Pitești, onde estudou alternadamente o canto clássico e o violão clássico.  Em 2013, ela se matriculou na Faculdade de Interpretação Musical em Bucareste para estudar jazz. Enquanto começando a compor música para artistas romenos,
 a cantora também lançou seu primeiro single "Cuminte de Crăciun" sob sua mononym Ester, no inverno de 2014.
Em 2015, ela começou a postar covers no YouTube, o que atraiu sua atenção e um contrato com uma gravadora romena.  Peony estreou "Sub aripa ta" mais tarde naquele ano com Vescan, que foi listada por estações de rádio e televisão nativas.  Ela acabaria por embarcar em sua primeira turnê com Vescan em 2016.  A cantora mudou seu nome artístico para Ester Peony em 2018; " peônia " se traduz em romeno como "bujor", que faz parte do sobrenome de sua mãe.  Peony distribuiu de forma independente seu primeiro trabalho extenso (EP), o Dig It, em maio de no qual ela atuou como uma das principais compositoras.  Em fevereiro de 2019, ela foi anunciada como representante da Romênia no Eurovision Song Contest 2019 em Tel Aviv , Israel, depois de ganhar o programa de seleção Selecția Națională com sua música " On a Sunday ". A vitória de Peony foi recebida com reações mistas do público.  Ela logo após assinar um contrato com a Cat Music .A cantora está atualmente trabalhando em seu primeiro álbum de estúdio, previsto para ser lançado em 2019.

## Vida pessoal
Peony atualmente reside em Arad, na Romênia.